# Inquisition (zespół muzyczny)
Inquisition – kolumbijsko-amerykański zespół muzyczny, grający początkowo thrash metal i ewoluujący od połowy lat 90. w kierunku black metalu.

## Historia
Zespół założony został w 1988 r. w kolumbijskim Cali z inicjatywy noszącego pseudonim Dagon i posiadającego obywatelstwo USA Jasona Weirbacha (wokal/gitara). Początkowo formacja nosiła nazwę Guillotina, jednakże już rok później z uwagi na istnienie innych grup posiadających tę nazwę ochrzciła się jako Inquisition. W składzie znaleźli się również John Santa (perkusja) oraz Cesar Santa (bas), w okresie tym styl muzyczny grupy wyraźnie zorientowany był na thrash metal porównywalny z dokonaniami Sodom czy Kreator. Pomimo braku materiałów demo czy innych oficjalnych wydawnictw, dzięki licznym próbom zaistniała niebawem w metalowym podziemiu, umacniając swoją pozycję także za sprawą koncertów w towarzystwie innych kolumbijskich formacji jak Nemesis czy Reencarnacion.
W 1990 r. zespół wydał własnym sumptem swój pierwszy materiał studyjny – trzyutworowa, winylową EP-kę Anxious Death, której nakład ograniczył ze względów finansowych do 470 kopii. Kolejny i tym samym dojrzalszy materiał – licząca ponad pół godziny muzyki i również wydana własnym kosztem kaseta demo Forever Under – ukazała się w 1993 r. prezentując ewolucję muzyki w kierunku zbrutalizowania thrash metalu poprzez przejście w death metal oraz urozmaicenie tegoż elementami skandynawskiego black metalu. Po jego zarejestrowaniu doszło do zmiany na stanowisku perkusisty, którym został Endhir Xo Kpurtos. Kolejną zmianę stylu dało się zauważyć na wydanej w 1996 r. nakładem Defiled Records EP-ce Incense of Rest, gdzie zazębiające się z melodyjnym black metalem elementy death metalu, wzbogacone zostały balansującym pomiędzy tymi dwoma gatunkami wokalem. Wydawnictwem na którym zespół całkowicie wypracował swój styl obierając odtąd wyłącznie black metalowy kurs, stał się natomiast jego pierwszy, opublikowany w 1998 r. przez Sylphorium Records album długogrający Into the Infernal Regions of the Ancient Cult, na którym zadebiutowali także Tom Stevens firmujący się pseudonimem Incubus oraz basista Debandt. W międzyczasie Dagon podjął decyzję o przeniesieniu się do USA, w związku z czym jako stałą siedzibę grupy obrał Seattle.
Drugi album ujęty tytułem Invoking the Majestic Throne of Satan ujrzał światło dzienne w 2002 r. za sprawą War Hammer Records. Jako że w międzyczasie skład opuścił basista Debandt, wydawnictwo zarejestrowane zostało w dwuosobowym składzie, co grupa kontynuowała także i na kolejnych albumach. W 2004 r. duet rozpoczął współpracę z niemiecką wytwórnią No Colours Records, która najpierw wznowiła debiutancki album w wersji winylowej, następnie zaś wydała EP-kę Unholy Inquisition Rites oraz trzeci album studyjny Magnificent Glorification of Lucifer. Nakładem tejże oficyny ukazały się także dwa kolejne albumy długogrające: Nefarious Dismal Orations (2007) oraz Ominous Doctrines of the Perpetual Mystical Macrocosm (2010). Grupa często gościła odtąd w Europie, dzieląc scenę podczas koncertów i festiwali z innymi licznymi przedstawicielami black metalowego undergroundu.
W 2012 r. zespół podpisał kontrakt z francuską Season of Mist i już rok później trafił do sprzedaży pierwszy jego owoc w postaci albumu Obscure Verses for the Multiverse. W ramach jego promocji grupa pojawiła się wiosną 2014 r. na europejskiej trasie koncertowej u boku Cradle of Filth i Behemoth oraz zagrała na prestiżowych festiwalach – niemieckim Party.San czy amerykańskim Maryland Deathfest. W 2016 r. ponownie poprzedzała europejskie koncerty Behemoth oraz wystąpiła na francuskim Hellfest. W tym samym roku ukazał się także jej siódmy album Bloodshed Across the Empyrean Altar Beyond the Celestial Zenith. W międzyczasie Season of Mist wznowiła również wcześniejsze wydawnictwa zespołu zarówno w wersji CD, jak i na płycie winylowej.

## Inspiracje muzyczne i specyfika grupy
Jako główne źródła inspiracji Dagon wymienia wczesne albumy Bathory, do jego muzycznych wzorców należą także drugofalowe zespoły norweskiego black metalu pokroju Immortal i Mayhem oraz esencja polskiej sceny tego gatunku pod postaciami Behemoth i Graveland. Muzykę Inquisition charakteryzują zróżnicowane tempa o bardzo intensywnym i gęstym gitarowym brzmieniu, dopełnione recytatorską i nierzadko hipnotyczną manierą black metalowego growlingu. Charakterystyczną cechą grupy są jej koncerty wykonywane w wyłącznie dwuosobowym składzie z użyciem jednogitarowego oraz perkusyjnego instrumentarium. Warstwę tekstową stanowią tematy okultystyczne i satanistyczne, pomimo niektórych tytułów utworów (Crush The Jewish Prophet) grupa odżegnuje się jednak od ideologii nazistowskiej czy też przynależności do nurtu NSBM
.

## Dyskografia
- 1990: Anxious Death (EP, wydanie własne)
- 1993: Forever Under (demo)
- 1996: Summoning the Black Dimensions in the Farallones/Nema (split z Profane Creation)
- 1996: Incense of Rest (EP)
- 1998: Into the Infernal Regions of the Ancient Cult
- 2002: Invoking the Majestic Throne of Satan
- 2004: Unholy Inquisition Rites (EP)
- 2004: Magnificent Glorification of Lucifer
- 2004: Anxious Death / Forever Under (kompilacja)
- 2007: Nefarious Dismal Orations
- 2010: Ominous Doctrines of the Perpetual Mystical Macrocosm
- 2013: Obscure Verses for the Multiverse
- 2016: Bloodshed Across the Empyrean Altar Beyond the Celestial Zenith
- 2020: Black Mass for a Mass Grave